# Гурба
Гурба (рум. Gurba) — село у повіті Арад в Румунії. Входить до складу комуни Шикула.
Село розташоване на відстані 404 км на північний захід від Бухареста, 49 км на північний схід від Арада, 142 км на захід від Клуж-Напоки, 89 км на північний схід від Тімішоари.

## Населення
За даними перепису населення 2002 року у селі проживали 1215 осіб. Рідною мовою 1209 осіб (99,5%) назвали румунську.
Національний склад населення села:
| Національність | Кількість осіб | Відсоток |
| -------------- | -------------- | -------- |
| румуни         | 1204           | 99,1%    |
| цигани         | 5              | 0,4%     |